# Christine Jennings
Christine Jennings (7 de mayo de 1987) es una deportista estadounidense que compitió en natación, en la modalidad de aguas abiertas. Ganó una medalla de oro en el Campeonato Pan-Pacífico de Natación de 2010, en la prueba de 10 km.

## Palmarés internacional
| Campeonato Pan-Pacífico | Campeonato Pan-Pacífico | Campeonato Pan-Pacífico | Campeonato Pan-Pacífico |
| Año                     | Lugar                   | Medalla                 | Prueba                  |
| ----------------------- | ----------------------- | ----------------------- | ----------------------- |
| 2010                    | Irvine (Estados Unidos) | Medalla de oro          | 10 km                   |